# Malá Skála (zámek)
Zámek Malá Skála (do roku 1775 pouze Skála) stojí v obci Malá Skála nad pravým břehem řeky Jizery. V současné době je v soukromém vlastnictví a nepřístupný. Je chráněn jako kulturní památka.

## Historie

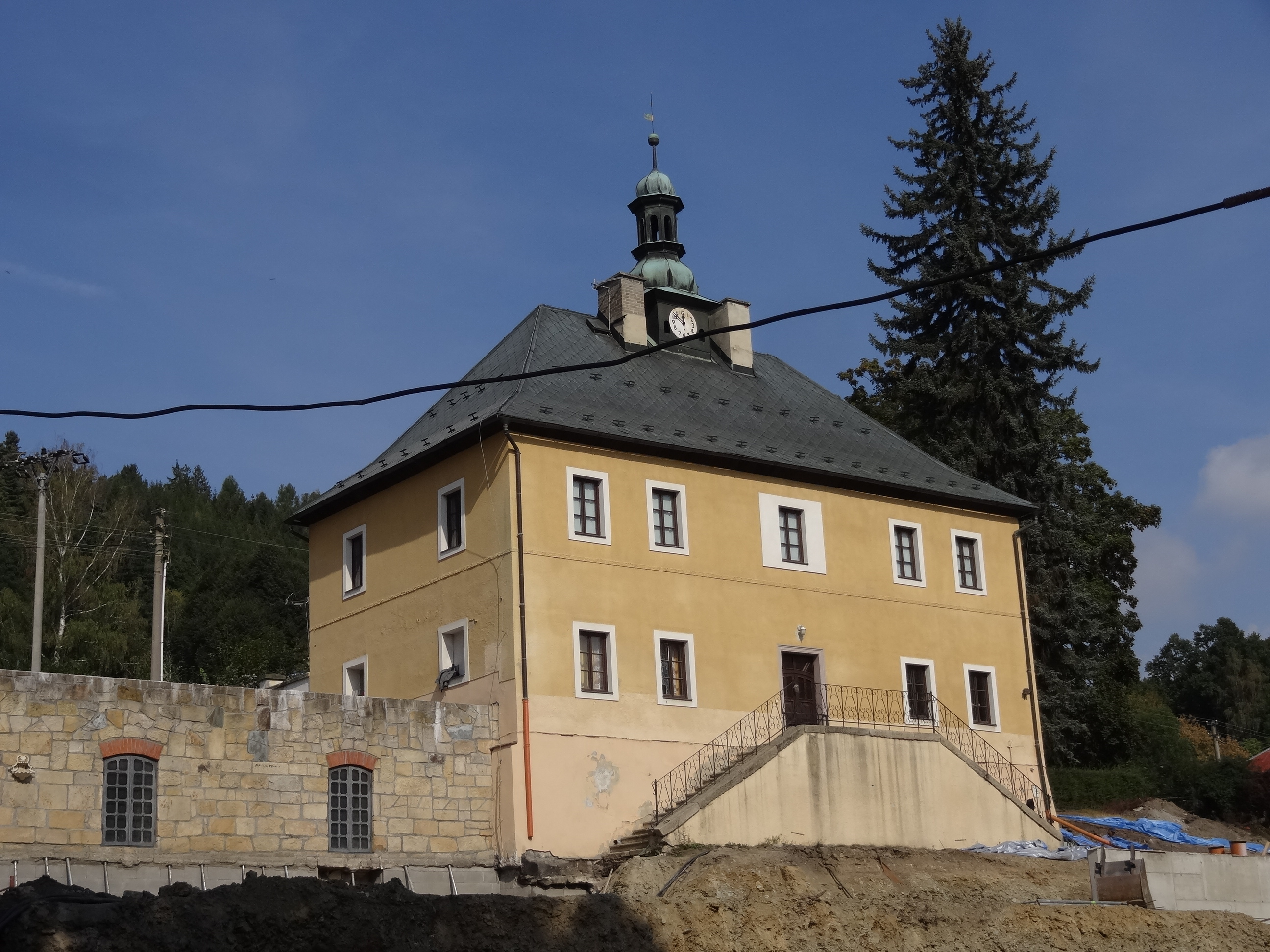
Zámecký areál

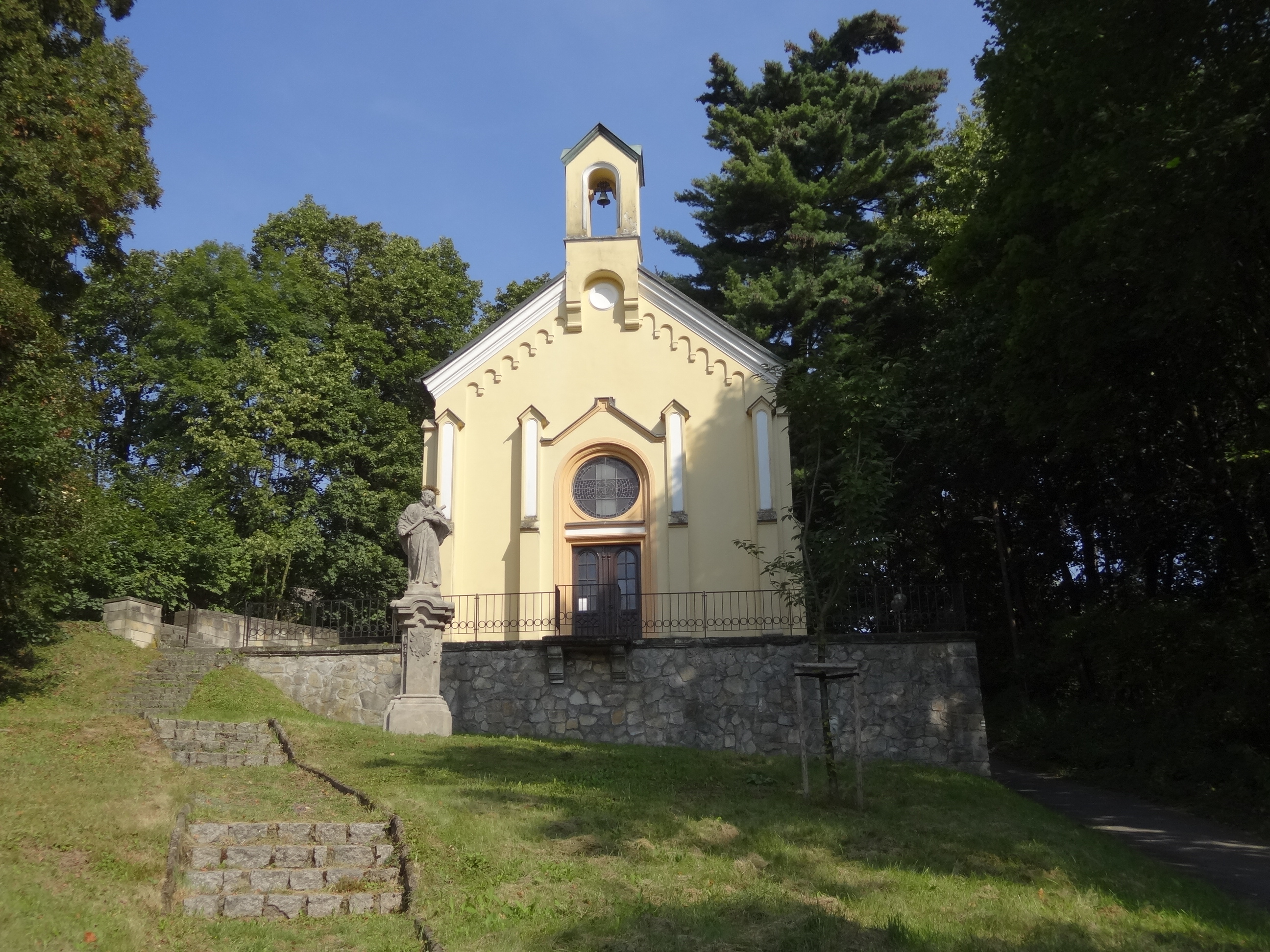
Zámecká kaple sv. Vavřince

První písemná zmínka o Malé Skále pochází z roku 1422, kdy ji vlastnila štěpanická větev Valdštejnů. Zda v té době již tvrz, která zámku předcházela, stála, není známo. V roce 1538 ji od Karla Felixe z Valdštejna odkoupil Jan z Vartemberka, jenž ji připojil k Hrubému Rohozci. V roce 1543 panství zdědil Adam z Vartemberka a roku 1565 Karel z Vartemberka. Právě za jeho vlastnictví došlo na místě tvrze k výstavbě zámku. 
V roce 1613 došlo k rozdělení panství mezi Jana Jiřího a Jindřicha Otu z Vartemberka, který získal Malou Skálu. Od něj ji již o dva roky později odkoupil Albrecht Jan Smiřický ze Smiřic, tomu však byl po Bílé hoře majetek zkonfiskován a zámek získal Albrecht z Valdštejna, který jej udělil v léno Mikuláši Desfoursovi, jenž v tu dobu vlastnil Hrubý Rohozec. Od té doby zámek sloužil především jako sídlo správce panství. 
Na počátku 18. století za Ferdinanda Ignáce Desfourse prošel barokní přestavbou a následně jej občas využívala i vrchnost. Od roku 1775 pak pro odlišení od Hrubé Skály nese název Malá Skála. V roce 1802 hrabě František Václav Desfours prodal panství továrníku šlechtici Franzi Zachariasovi Römischovi. Ten nechal zámek kolem roku 1810 přestavět v duchu empíru a jeho okolí parkově upravit. V roce 1832 panství zdědil Karel Römisch, jehož dědicové jej prodali svobodnému pánu Ludwigovi von Oppenheimerovi v Lipsku a od něj následně Vilém Medinger. 
Na počátku 20. století prošel zámek secesní přestavbou. V roce 1945 připadl státu a následně sloužil jako rekreační zařízení národního podniku Mototechna Mladá Boleslav.
V současné době je zámek v soukromém vlastnictví a není veřejnosti přístupný. 

## Popis
Jedná se jednopatrovou budovu o půdorysu obdélníka. Ve vstupním, k severu orientovaném, průčelí se nachází balkón. Uprostřed jižní části zámku se nachází trojúhelníkový štít, v patře pak balkón nad dvouramenným schodištěm a vchodem do terasovitého parku. Součást areálu tvoří také pivovarské sklepy, vybudované po roce 1731, zámecký skleník, zahrada s rokokovými vázami a park s pozoruhodnými dřevinami.

## Zajímavost
- Narodila se zde spisovatelka Jarmila Glazarová, jejíž otec byl zámeckým správcem. Pohřbena je na nedalekém lesním hřbitově, jejž zde roku 1813 nechal společně se svou hrobkou zřídit majitel panství Franz Zacharias Römisch.